# Nemanja Vučković
Nemanja Vučković (Surdulica, 1990) je srpski slikar.

## Život
Nemanja Vučković rođen  6. januara 1990. godine u Surdulici. Osnovnu i srednju školu završio je u Surdulici. Završio je Fakultet primenjenih umetnosti, a 2017. postao Master likovni umetnik,  pri IUNP na departmanu u Nišu. Sada je na doktorskim studijama u oblasti slikarstva.
Do sada je imao dvadeset šest samostalnih izložbi u zemlji i inostranstvu. Učesnik je preko trideset grupnih izložbi, borio je na mnogim likovnim kolonijama i simpozijumima. Njegovi radovi nalaze se kod ljubitelja umetnosti u privatnim i javnim kolekcijama.
Radi velike formate, a njegov rad zasniva se na traženju veze između energije prirode i ljudske energije u trenutku stvaranja. Nemanjin rad povezuje se sa slikama fovizma i apstraktnog ekspresionizma, bavi se slikom, crtežom, grafikom kao i pedagoškim radom.
Član je ULUS-a od 2020. godine. Njegova izložba u Galeriji Kuće legata u Beogradu, bila je u nominaciji za Politikinu nagradu, u kategoriji za najbolju izložbu u 2021. godini.
Poslednju njegovu izložbu u Beogradu, nakon Beča i Salcburga, otvorila je istoričar umetnosti, muzejski savetnik i pomoćnik direktora Narodnog muzeja Srbije Ivana Vijatov.
Osvojio je drugo mesto za crtež na VI Međunarodno bijenale crteža, Memorijalne galerije „Dušan Starčević” u Smederevskoj Palanci.

## Samostalne izložbe
- 2025
  - Beograd, Muzej primenjene umetnosti, „Impuls prirode”
  - Aranđelovac, Srbija, Savremena gradska galerija, Dvorana park, „Apstraktni tokovi”
  - Ivanjica, Srbija, Dom kulture Ivanjica, „Sklad prirode”[1]
- 2024
  - Vranje, Srbija, Narodni muzej Vranje, „Večni tok održivosti”
  - Podgorica, Crna Gora, Galerija Petar Lubarda, Srpska Kuća, „Jedna je zastava”[2]
- 2023
  - Beograd, Galerija Chichi&Arty, „Čarobni svet”
  - Salcburg, Austrija, Generalni konzulat Republike Srbije u Salcburgu, „Slobodan let”[3]
  - Velika Plana, Galerija Kulturnog centra Masuka - „Tajna prirodnih procesa”[4]
  - Beograd, Prodajna galerija Beograd - Virtuelna izložba „Hromatski kodovi sopstva”
- 2022
  - Beč, Austrija, Konzulat Republike Srbije u Beču, „Slobodan let”[5][6][7]
  - Beograd, Pomodoro Nuovo, „Čarobni svet”
  - Kotor, Crna Gora, Gradska Galerija Kotor, „Apstraktni dodir”[8][9]
  - Lazarevac, Moderna Galerija Lazarevac, „Talasom ljubavi”
  - Čačak, Galerija Doma kulture Čačak, „Spektar emocija”[10]
  - Beograd, Galerija Ruskog centra za nauku i kulturu „Ruski dom”-„Emotivni potez”[11][12][13]
- 2021
  - Beograd, Srbija, Galerija Kuće legata, „Tajna prirodnih procesa”[14]
- 2019
  - Novi Sad, Galerija Kulturnog centra Novi Sad, Tribina mladih,„Unutrašnje stanje uma-Noćni piknik”[15]
  - Niš, The Hub, club & pub, -„Dodir uma”
  - Skoplje, Makedonija, Galerija KIC salon 2,-„6. Međunarodna balkanska izložba Most”
- 2017
  - Niš, Cafe Galerija Paris Art Ame,-„Beskonačnost”
  - Niš, Galerija savremene likovne umetnosti Niš, Paviljon u Tvrđavi,-„Unutrašnje stanje uma”
  - Balčik, Bugarska, Galerija Balčik-„Ahromacki doživljaj”
  - Vranje,  Galerija Narodnog Univerziteta Vranje-„Ahromacki doživljaj”
- 2016
  - Novi Pazar, Galerija Internacionalnog Univerziteta-„Ahromacki pejzaži”
- 2015
  - Surdulica, Galerija Kulturnog Centar Surdulica-„Emocija”
- 2005
  - Surdulica, Galerija Kulturnog Centar Surdulica-„Igra”

## Dogadjaji
2025 - Beograd, Muzej primenjene umetnosti, „Umetnost u pokretu”
2024 - Beograd, Ambasada Italije, „Moda i održivost”
2023 - Beč, Austrija, Marriott Hotel, Dan državnosti Republike Srbije, „Slobodan let”
2021 - Kotor, Crna Gora, Gradska galerija Kotor, IV Festival svjetlosti „Zasjaće palaci”.
2019 - Beč, Austrija, Međunarodni Bazar u Ujedinjenim nacijama (UN) u Beču, UN Centar

## Simpozijumi
- 2024
  - Prilep, Severna Makedonija, 16. Međunarodna likovna kolonija „Marko Čepenkov – Dren 2024”
- 2023
  - Paraćin, Grza, Srbija, 48. Sisevačka likovna kolonija[16]
  - Beograd, Treći sajam savremene umetnosti, CAF, Umetnički Paviljon „Cveta Zuzorić”
  - Zlatibor, 14. Art Simpozijum „Vukadinović” - Slikarska duša istoka 2023
- 2022
  - Struga, Severna Makedonija, 7. Intencionalni likovni simpozijum Struga 2022
- 2021
  - Beograd, Drugi sajam savremene umetnosti, CAF, Dorćol Platz
- 2020
  - Beograd, Prvi sajam savremene umetnosti, CAF, Galerija N.EON[17]
- 2017
  - Balčik, Bugarska, 10. Internacionalna likovna kolonija „Evropski Horizonti”
  - Blace, 100 godina od Topličkog ustanka
- 2016
  - Balčik, Bugarska, 9. Internacionalna likovna kolonija „Evropski Horizonti”
  - Niška Banja, 1. Internacionalni likovni simpozijum
  - Plav, Crna Gora, Internacionalna likovna kolonija Plav
- 2015
  - Plav, Crna Gora, 39. Plavski literalni i likovni simpozijum
- 2010
  - Plav, Crna Gora, Internacionalna studentska likovna kolonija

## Bijenala
- 2021 - Bandirma, Turska, Online 1st International Visual Arts Biennial
- 2020 - Istambul, Turska, Engraving Printmaking Biennale 2020
- 2019 - Vranje,  Galerija Narodnog Muzeja - „7. Bijenale umetnika Vranja”
- 2017 - Vranje,  Galerija Narodnog Muzeja, „Bijenale umetnika Vranja 2017”.
- 2016 - Peking, Kina -  „BeiJing Art Fair”
- 2010 - Tetovo, Makedonija - „Internacionalno bijenale – male grafike”

## Grupne izložbe
- 2025
  - Novi Grad, Republica Srpska, Gradska vijećnica, „Fotografija na slikarskom platnu”
- 2024
  - Smederevska Palanka, Memorijalna galerija „Dušan Starčević”, VI Međunarodno bijenale crteža
- 2023
  - Paraćin, Galerija Kulturnog centra Paraćin, 48. Sisevačka likovna kolonija
  - Zlatibor, Galerija Kulturnog centra Zlatibor, 14. Art Simpozijum „Vukadinović” - Slikarska duša istoka
- 2022
  - Struga, Severna Makedonija, Galerija Kulturnog centra Struga, 7. Intencionalni likovni simpozijum Struga 2022
- 2020
  - Niš, Galerija savremene likovne umetnosti Niš, Oficirski dom, „Niški crtež” - „Svakodnevnica"
  - Beograd, Srbija, Paviljon „Cveta Zuzorić”, - Novi članovi ULUS-a
- 2018
  - Leskovac, Srbija, Galerija Leskovačkog kulturnog centra - „24. Majski likovni salon”
  - Novi Pazar, Srbija, Galerija UKC-a, Univerzitetski majski likovni salon 2018.
- 2017
  - Balčik, Bugarska, Likovna galerija Balčik - „Evropski Horizonti”
  - Leskovac, Srbija, Galerija Leskovačkog kulturnog centra - „23. Majski likovni salon”
  - Prokuplje, Srbija, Galerija Boža Ilić, Sećanje na heroje Topličkog ustanka
  - Sremska Mitrovica, Srbija, Muzej Srema - „Likovni salon 30 x 30”
  - Blace, Srbija, Kulturni centar Drainac, 100 godina od Topličkog ustanka
  - Pančevo, Srbija, Galerija savremene umetnosti Kulturnog centra Pančeva - „Likovni salon 30 x 30”
  - Beograd, Srbija, Art Galerija 92 - „Likovni salon 30 x 30”
- 2016
  - Zrenjanin, Srbija, Kulturnog centra Zrenjanin - „Likovni salon 30 x 30”
  - Beograd, Srbija, Noćna galerija Petak– „Moj univerzum”
  - Leskovac, Srbija, Galerija Leskovačkog kulturnog centra – „54. Oktobarski likovni salon”
  - Šangaj, Kina
  - Balčik, Bugarska, Likovna galerija Balčik - „Evropski Horizonti”
  - Plav, Crna Gora - „International exhibitions ”
  - Leskovac, Srbija, Galerija Leskovačkog kulturnog centra - „22. Majski likovni salon”
  - Niš, Srbija, Gallery Deli
  - Niš, Srbija, Izložba fakultetskih radova
- 2015
  - Vrbas, Srbija, Umetnička galerija kulturnog centra - „Paleta mladih”
- 2010
  - Niš, Srbija, Izložba fakultetskih radova 2008 - Vranje, Srbija, Galerija Narodnog Univerziteta
- 2007, 2005, 2004, 2001, 2000
  - Vranje, Srbija, Galerija Narodnog Univerziteta
- 1999
  - Vranje, Srbija, Galerija Narodnog Univerziteta
  - Petrovac na Mlavi, Srbija, Umetnička galerija

## Galerija
- Plavetnilo u nama, 130 x 200 cm, ulje na platnu, 2022.

## Spoljašnje veze
- Mediji vezani za članak Nemanja Vučković na Vikimedijinoj ostavi
- Vučković, Nemanja, „www.nemanjavuckovic.com”,
- Vučković, Nemanja (21. 5. 2023). „Treba živeti za umetnost”.  (intervju). Arhivirano iz originala 15. 9. 2023. g.
- Vučković, Nemanja (13. 12. 2022). „Želim da fokusiram posmatrača na sliku”.  (intervju). Arhivirano iz originala 16. 9. 2023. g.
- Vučković, Nemanja (20. 9. 2022). „Ključ uspeha”.  (intervju). Arhivirano iz originala 16. 9. 2023. g.
- Vučković, Nemanja (8. 5. 2022). „Dijalog slike i posmatrača”.  (intervju). Arhivirano iz originala 16. 9. 2023. g.